# Красный Пахарь (Суражский район)
Красный Пахарь — опустевший поселок в Суражском районе Брянской области в составе Лопазненского сельского поселения.

## География
Находится в северо-западной части Брянской области на расстоянии приблизительно 11 км на восток по прямой от районного центра города Сураж.

## История
Основан в начале XX века переселенцами из села Лопазна. В советское время работали колхозы «Красный Пахарь» и «Родина». На карте 1941 года отмечен как поселение с 9 дворами. По состоянию на 2020 год опустел.

## Население
Численность населения: 150 человек (1926), 9 человек (русские 100 %) в 2002 году, 2 в 2010.